# Chiesa di San Zenone (Rolo)
La chiesa di San Zenone è la parrocchiale di Rolo, in provincia di Reggio Emilia e diocesi di Carpi; inoltre, fa parte della zona pastorale 5.

## Storia
La prima citazione di una cappella a Rolo risale al 1124 ed è da ricercarsi in un documento in cui si dichiara che Papa Callisto confermava che la chiesa di Rolo era pertinenza dell'abbazia di San Benedetto Po. La chiesa nel 1144 è attestata come pieve dipendente dal vescovo di Reggio Emilia. L'edificio venne riedificato nel XV secolo e restaurato nel Cinquecento. La parrocchiale venne praticamente rifatta tra i secoli XVII e XVIII. Nel Settecento fu altresì eretto il campanile e nel XIX secolo la chiesa fu oggetto di ristrutturazioni e vennero realizzate le cappelle laterali. Nel 1820 la parrocchia passò alla diocesi di Mantova e nel 1872 fu aggregata a quella di Carpi. Nel 1912 l'abside venne ricostruita. L'edificio subì seri danni durante il terremoto dell'Emilia del 2012 e dovette essere oggetto di un complesso lavoro di restauro, al termine del quale, il 9 novembre 2013, poté essere riaperto al culto.

## Interno
Opere di pregio conservate all'interno della chiesa, a tre navate, sono un affresco della chiesa quattrocentesca realizzato verso la metà del XV secolo, l'altar maggiore, opera del 1775 in marmi policromi, l'organo, costruito nel 1753 nella bottega di Giovanni Traeri da Bologna, la pala raffigurante San Zenone Vescovo, eseguita da Accursio Baldi intorno alla metà del Settecento, il marmoreo fonte battesimale del 1763, una tela cinquecentesca con la Madonna col Bambino assieme a san Giovannino e i quadri di Santa Caterina e di Santa Eulalia, entrambi del XVI secolo.